# USCGC Polar Star (WAGB-10)
USCGC Polar Star (WAGB-10) – lodołamacz typu Polar, zbudowany w latach 70. XX wieku dla amerykańskiej straży wybrzeża w stoczni Lockheed Shipbuilding and Construction Company. Pierwsza jednostka serii. Lodołamacz stacjonuje na co dzień stacjonowały w Seattle, w stanie Waszyngton i wraz z USCGC „Healy” (WAGB-20), są jedynymi lodołamaczami formacji zdolnymi do operowania w Arktyce i Antarktydzie.

## Projekt i budowa
Projekt lodołamaczy typu Polar narodził się na przełomie lat 60. i 70 XX. W sierpniu 1971 roku oficjalnie przyznano kontrakt stoczni Lockheed Shipbuilding and Construction Company z Seattle w stanie Waszyngton na opracowanie i wybudowanie ciężkich lodołamaczy zdolnych do operowania po wodach Arktyki i Antarktydy. W służbie amerykańskiej straży wybrzeża miały zastąpić wysłużone jednostki z lat 40. i 50. XX wieku, jak na przykład lodołamacze typu Wind i lodołamacz USCGC „Glacier” (WAGB-4). Budowa pierwszego lodołamacza rozpoczęła się w 1972 roku.
Ograniczenia budżetowe sprawiły, że w latach 1972–1978 zbudowano jedynie dwie jednostki – USCGC „Polar Star” (WAGB-10) oraz USCGC „Polar Sea” (WAGB-11). Ich portem macierzystym było Seattle w stanie Waszyngton. Stępkę pod budowę „Polar Star” położono 15 maja 1972 roku, zaś kadłub zwodowano 17 listopada 1973. 

## Służba
Lodołamacz rozpoczął służbę 17 stycznia 1976 roku. Już w maju i na początku czerwca 1976 roku „Polar Star” rozpoczął serię testów w regionach arktycznych w ramach operacji „Arctic West Summer” (AWS76). W trakcie tych testów doszło do awarii lewej śruby napędowej. W późniejszym czasie okazało się, że uszkodzeniu uległa również prawa śruba. W celu uśnięcia usterki zdemontowano je z wałów napędowych, co ujawniło poważne wady łączników, łożysk i sworzni. Chociaż środkowa śruba napędowa działała, również wykazywała pierwsze oznaki zużycia. Problemy utrzymywały się przez kilka kolejnych lat, zaś USCG dokonała reklamacji u producenta, który zobowiązał się usunąć stwierdzone usterki. W kolejnych latach lodołamacz wielokrotnie uczestniczył w wielu wyprawach, między innymi w misji „Deep Freeze”, która dostarcza niezbędne zasoby – żywność, paliwo oraz materiały eksploatacyjne – do antarktycznych placówek.

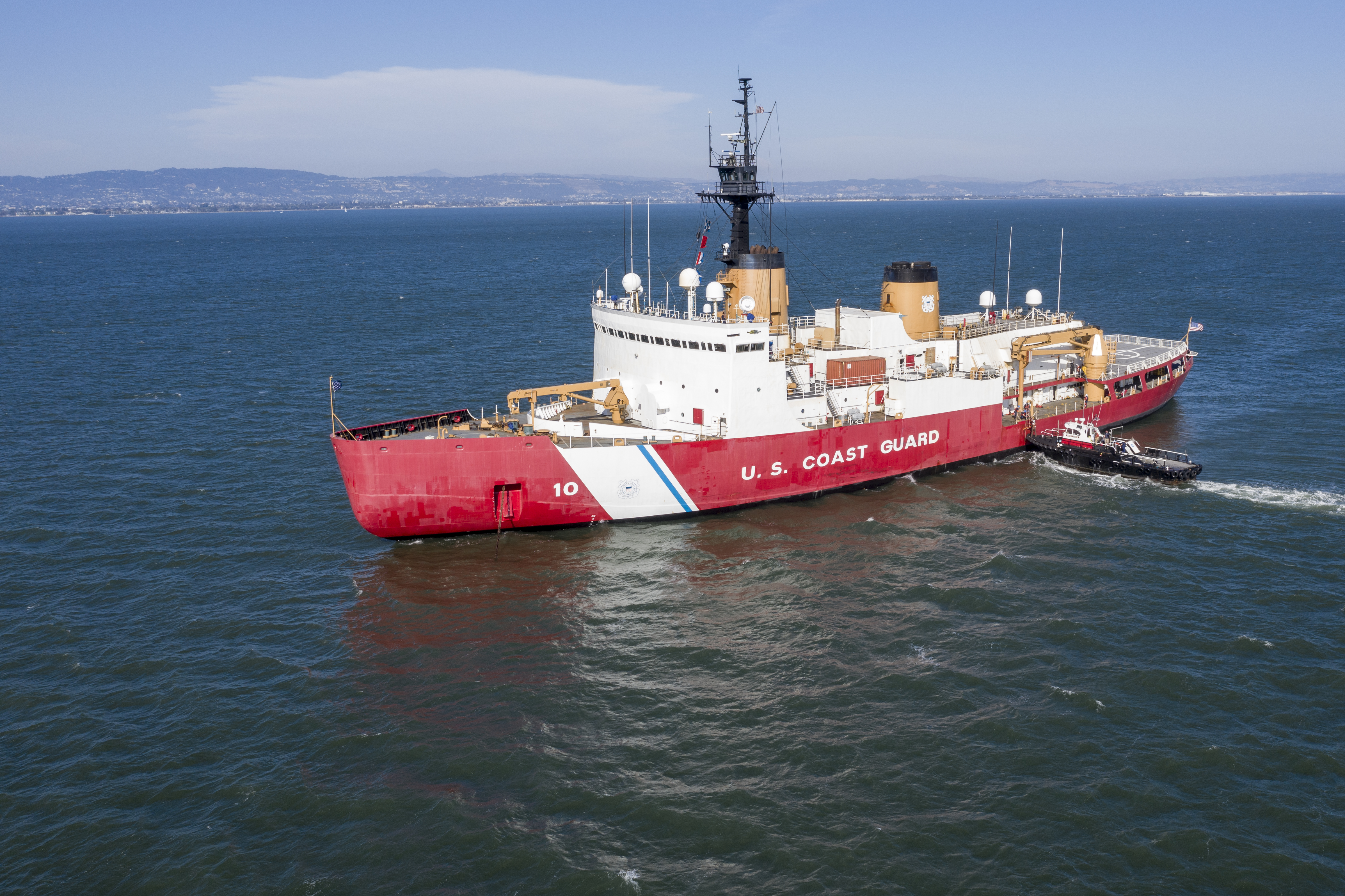
USCGC „Polar Star” (WAGB-10) w 2020 roku

W 2006 roku „Polar Star” został przeniesiony do rezerwy, uzyskując status „Commission-Special”. W praktyce oznaczało to, że lodołamacz był dopuszczony do ograniczonej służby, zaś na jego pokładzie operowała jedynie szkieletowa załoga. Lodołamacz wymagał również przeprowadzenia remontu, a w obliczu cięć budżetowych, „Polar Star” skierowano na remont dopiero w 2009 roku. Prace zrealizowano w latach w latach 2010–2012, a w 2013 roku „Polar Star” powrócił do służby operacyjnej. W 2014 roku ponownie operował w ramach misji „Deep Freeze”.
Lodołamacz „Polar Star” wchodzi w ostatni etap swojej służby i w marcu 2025 roku rozpoczął się ostatni z pięciu planowanych remontów w ramach programu przedłużenia okresu eksploatacji (SLEP). Po jego zakończeniu, lodołamacz pozostanie w służbie do około 2030 roku. Podobne prace realizowano we wcześniejszych latach. Następcą będą duże lodołamacze budowane w ramach programu Polar Security Cutter. Lodołamacz wraz z nowszym USCGC Healy (WAGB-20) odpowiada też za ochronę obszarów morskich Stanów Zjednoczonych w Arktyce.